# A Los Campesinos! Christmas
| Đánh giá chuyên môn | Đánh giá chuyên môn |
| Nguồn đánh giá      | Nguồn đánh giá      |
| Nguồn               | Đánh giá            |
| ------------------- | ------------------- |
| Metacritic          | 75/100              |
| Allmusic            | [ 2 ]               |
| NME                 | [ 3 ]               |
| The 405             | [ 4 ]               |

A Los Campesinos! Christmas là tên của đĩa mở rộng phát hành cho dịp Giáng sinh của ban nhạc người Welsh Los Campesinos!. EP này phát hành vào ngày 8 tháng 12 năm 2014, bao gồm những bài hát Giáng sinh mà nhóm đã biểu diễn trong vài năm trở lại đây, cộng với những bài hát mới và một bản hát lại đĩa đơn Giáng sinh quán quân bảng xếp hạng UK Singles Chart năm 1974 của ban nhạc Mud, "Lonely This Christmas". EP được phát hành thông qua Turnstile và Heart Swells để tải kĩ thuật số trên iTunes, để mua trực tiếp dưới định dạng một đĩa vinyl 12 inch màu trắng và dưới định dạng một đĩa CD cùng với một tấm thiệp Giáng sinh có chữ ký của ban nhạc được thiết kế bởi Rob Campesinos!.

## Danh sách và thứ tự các bài hát
| STT              | Nhan đề                                     | Thời lượng |
| ---------------- | ------------------------------------------- | ---------- |
| 1.               | "When Christmas Comes"                      | 3:51       |
| 2.               | "A Doe To A Deer"                           | 4:03       |
| 3.               | "The Holly & The Ivy"                       | 4:56       |
| 4.               | "Kindle A Flame In Her Heart"               | 4:03       |
| 5.               | "The Trains Don't Run (It's Christmas Day)" | 2:50       |
| 6.               | "Lonely This Christmas"                     | 4:54       |
| Tổng thời lượng: | Tổng thời lượng:                            | 24:34      |

## Danh sách thực hiện
Danh sách những người thực hiện
- Tom Bromley — Sáng tác
- Los Campesinos! — Sáng tác, nghệ sĩ biểu diễn
- Gareth David — Sáng tác
- Gareth Paisey — Sáng tác